# Lago Lauricocha
O Lago Lauricocha é um lago do Peru, localizado na cordilheira dos Andes. Situa-se no centro do país, onde acreditava-se ser o local da nascente do rio Amazonas.